# Chimbarongo
Chimbarongo este un oraș și comună din provincia Colchagua, regiunea O'Higgins, Chile, cu o populație de 33.446 locuitori (2012) și o suprafață de 497,9 km2.